# 栗原健太
栗原 健太（くりはら けんた、1982年1月8日 - ）は、山形県天童市出身の元プロ野球選手（内野手）・コーチ。

## 経歴

### プロ入り前
天童市内で焼肉店を営む家庭に生まれ、小学3年生から野球を始めエースで4番を務める。中学時代のポジションは投手だった。陸上でも3種競技（走り高跳び、100m走、砲丸投げ）で市大会を制覇している。当時の日大山形高校の渋谷良弥監督は栗原の身体能力の高さを見て大型投手としての構想を描きスカウティングした。しかし、日大山形高校入学後に打撃をやらせてみるとバットコントロール、スイングスピード共に図抜けており、フェンスオーバーを連発。内野手に転向となった。1年夏にチームの5番打者となり、秋には早くも4番打者を任せられた。2年春の東北大会では打率7割・2本塁打を記録。2年夏に甲子園に出場したが、4打数1安打1打点で1回戦敗退。3年春には11球団のスカウトから高評価されていたという。高校通算39本塁打。
1999年のドラフト会議では、広島東洋カープから3位指名を受け、契約金4500万円、年俸500万円（金額は推定）という条件で入団した。背番号は50。会議の前には、ヤクルトスワローズも上位指名での獲得を検討していたという。
プロ入団時から並外れた筋力で、当時のチームの主力だった金本知憲や浅井樹らに匹敵する数値で周囲を驚かせた。高校3年時には背筋力280kg、スクワット330kg、ベンチプレス120kgだった。また50mを6.0秒、100m11秒7で走るなどパワーだけでなく走れる選手としてスカウトから評価された。入団時は「江藤2世」と呼ばれ、右の長距離砲として期待された。

### 広島時代

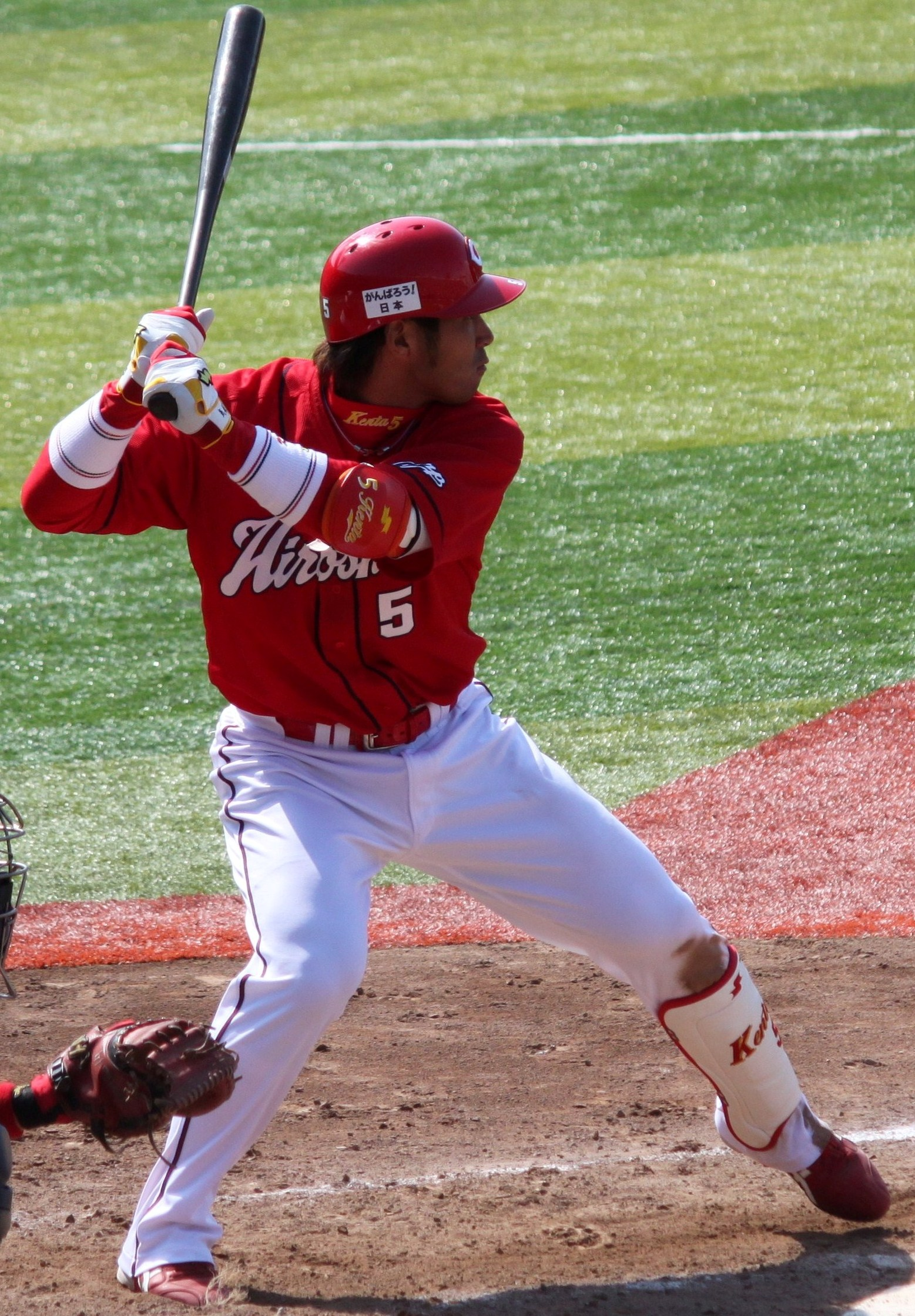
広島時代（2011年4月19日、横浜スタジアム）

2000年と2001年は、怪我の影響などで二軍で過ごした。2001年には、ウエスタン・リーグ公式戦で規定打席に到達しなかったが、打率.306を記録した。
2002年は、開幕から二軍の4番打者を務め、フレッシュオールスターゲームに出場。阪神タイガース二軍監督の岡田彰布が目玉選手に栗原の名前を挙げ、先発4番に据えるなど期待の高さを伺わせた。試合では無安打と結果は出なかった。8月30日に一軍初昇格。9月5日の阪神戦（広島市民球場）で先発出場2試合目に藤川球児からプロ入り初安打となる本塁打を打つ。この年のウエスタン成績は打率.305・6本塁打・50打点・6盗塁で打点王を獲得し、リーグ打撃3位だった。10月に行われた第14回アジア競技大会野球日本代表では、広島からは栗原が派遣された。初の国際試合ながら「6番・一塁手」で出場し、中国戦では本塁打を打つなど活躍した。なおこの大会ではプロ各球団1名ずつ選手を出したが、後にチームメイトともなる喜田剛も派遣されていた。
2003年は、春季キャンプを訪れた長嶋茂雄から「将来球界を代表する打者になれる」と指導を受けた。しかしシーズンでは一軍と二軍を行ったり来たりであった。ウエスタン・リーグでは打率.315、13本塁打、53打点で、本塁打と打点の2冠に輝き、打率はリーグ2位だった。また三振も24と非常に少なく、3年連続で打率3割超えも果たした。
2004年は、オープン戦で読売ジャイアンツと対戦した際に、栗原が幼い頃からファンだった清原和博と対面。清原からバットを贈られ、「バッティングは気合だ」という教えを受けた。この清原との対面後から栗原は自身のバッティンググローブに「気合」の文字を刺繍していた。この年は嶋重宣と共に初めて開幕先発に名を連ねた。序盤は打撃不振だったが、巨人戦で本塁打を連発。レギュラーの座に近づく年となった。最終的には90試合に出場し、11本の本塁打を打ち、同じ内野で右の大砲候補だった新井貴浩より先発出場することも多かった。レギュラーの座を掴むかにも見えたが、10月2日の対阪神戦、同点の9回裏二死二・三塁の場面で空振り三振の球を捕手が後ろへ逸らし、三塁走者であった嶋がホームインするも、栗原が走っておらず一塁でアウトとなり、これで広島は勝機を逸し試合は引き分けに終わった。翌日登録を抹消された。残り試合は若手主体の打線で戦ったにもかかわらず、試合に出られなかった。同年には初めて地元山形県野球場での対横浜ベイスターズ戦（横浜主催試合）で2試合とも先発出場するも、活躍できずに終わった。しかし2008年7月1日のYZ.タカスタにおける対横浜戦で本塁打を打って、チームも勝利した。
2005年は、怪我で出遅れたこともあり、調整の意味で二軍の試合に数試合出場した。その年主に一塁を守っていた野村謙二郎の2000安打達成後に一軍昇格。7月末までの本塁打は1本であったが8月2日の対巨人戦以降、同月だけで10本の本塁打を打った。新井が本塁打王争いをするまでに活躍していたこともあり、主に野村と併用され、77試合に出場した。なお、シーズン終盤は三塁手の新井が打球を右肩に受けた影響もあってか、互いの守備位置を交換していた。
2006年は、背番号を「50」から清原と同じ「5」に変更。1月、単身自費でアメリカ合衆国に渡り、メジャーリーガーと共にトレーニングを行った。この年から毎年キャンプ前にはアメリカ合衆国でトレーニングを行っている。体脂肪率は10%から9%に減らしながら、体重を100kgにまで増やした。シーズンでは初めて数試合4番打者を務めた他、7月の月間MVPを受賞した。しかし、8月に腰に違和感が生じ、検査したところ椎間板ヘルニアと診断された。8月23日に手術を受け、残りシーズンを棒に振った。途中離脱はしたものの、勝利打点はチームでは嶋重宣に次ぎ、また本塁打で2ラン以上の割合がリーグ1位と、勝負強い打撃で活躍した。怪我による離脱を除けば、ほぼ不動のレギュラーを手中にしている。
2007年は、目標をシーズン通しての出場、50本塁打とした。前年に続きアメリカアリゾナ州で始動。嶋、吉田圭と共に自主トレを行った。怪我の間に13%に上がっていた体脂肪率を9%に戻し、また1日6食療法で今回は92kgに減量した。後半戦は骨棘による肘の痛みなどもありながら全試合出場を果たし、リーグ打撃5位と好成績を収めた。シーズンで長打率.500を超えた右打者で三振が2桁台の打者はセ・リーグでは栗原だけだった。勝利打点11は前田智徳、新井の8を抜きチーム1位と、勝利に貢献した。また左右どちらの投手相手でも打率3割を超えた。オフには「FAとかポスティングとかは分からないが、メジャーに行きたいという願望はある」と、将来的なメジャー挑戦志向があることを明かした。
2008年は、新井のFA移籍により、開幕から4番を任された。シーズン序盤こそヒットを打っても打点に繋げられず苦しむ時期があったが、交流戦前後から一気に調子を上げ、7月には月間打率.408を記録、勝負強い打撃でチームのクライマックスシリーズ進出争いに貢献し、最終的には100打点越えを果たした。打率（リーグ3位）、安打数（リーグ2位）、打点（リーグ4位）で自己最高を更新しチームを代表する打者となった。特に安打数は内川聖一と僅差で惜しくもタイトル獲得を逃した。故障や不調もあったものの全試合で4番打者を務め、2年連続のフル出場を達成。打席数616はリーグ3位を記録した。また、三振数も68と規定打席に到達したシーズンの中で最も少なくなった。これは100打点以上を上げた12球団の選手の中で最も少ない三振数である。10月29日に新井と共に、自身初となるゴールデングラブ賞（一塁手部門）を受賞した（受賞者が2人なのは1993年投手部門の今中慎二と桑田真澄以来、15年ぶり）。オフには4年契約を結んだ他、前年からの懸念だった肘のクリーニング手術を行い、最大1.5センチの遊離軟骨を4つ除去した。
2009年は開幕前の3月に開催された第2回ワールド・ベースボール・クラシック(WBC)の日本代表の最終候補に選出。手術明けの肘の状態を考慮されたため、当初は予備登録選手として扱われた。しかし、3月20日（日本時間）の韓国戦で村田修一が右足を負傷したことから、村田の代替選手として急遽代表に招集。準決勝の前日から代表チームに合流した。日本代表監督の原辰徳は栗原を呼び、「今回は外れることになったが、お前は将来日本の4番を打つ人間だ」と激励した。他の落選選手が、落選通達後すぐに代表キャンプを離れる中、栗原は最後まで残って特打ちを行っていた。この練習に対する姿勢を見ていたため、村田の負傷後即座に原は栗原の追加招集を決めた。慌しい日程の中、試合では3打数で2三振1併殺と結果を残せなかったが、優勝メンバーの一員となった。シーズンではWBC優勝の勢いを買ってレギュラーシーズンに突入し、東京ドームで行われた開幕戦では2本塁打と活躍した。その後も好調を維持したものの腰痛に苦しみ、3年ぶりの先発落ちも経験。最終的に本塁打以外全ての数字を前年より下げ、特に打率は.257と落とした。打撃妨害をシーズンで4回（歴代3位タイ）を記録した。オフに新しく監督に就任した野村謙二郎の意向で秋季キャンプ初日に三塁手の守備練習を開始し、再び三塁へコンバートされることとなった。
2010年は、開幕して暫くは三塁で先発出場するも自身のコンバートによって空いた一塁に座った新加入のジャスティン・ヒューバーの働きが低調で4月半ばから再び一塁で先発出場するようになった。しかし6月10日の千葉ロッテマリーンズ戦で大嶺祐太から右手首に死球を受けて骨折、約2か月戦線を離脱しオールスターもファン投票で選出されたが辞退した。復帰後は若い岩本貴裕が好調だったことで再び三塁で先発出場する機会が増えたが、結果として三塁での出場は46試合にとどまり、失策10、守備率.906と低調な出来に終わった。打撃面では打率や出塁率は前年より改善されたが、15本塁打と5年ぶりに20本に届かなかった。
2011年は、この年から導入された統一球の影響などで、シーズン序盤に低迷。しかしオールスター明けから調子を上げ、後半戦は打率.309、15本塁打、50打点を記録し、8月と9月度の月間MVPを受賞（連続受賞は広島の野手としては初）。最終的に打率.293、17本塁打、87打点、OPS.793の成績を残し、一塁手としてゴールデングラブ賞と自身初のベストナインに選出された。この年には国内FA権を取得したが行使せず、1年契約を結び残留。年俸は自身の生涯にとって最高の1億6000万円となった。翌年以降に取得する見込みとなった海外FA権を行使してのメジャー移籍については「行きたいなというのは今でもあるが、行って出られるのか。家族もいるので、自分の夢だけではどうなのか」と話した。
2012年は、3月10日に行われた東日本大震災復興支援ベースボールマッチに日本代表として「5番・一塁手」として先発出場し、2打席目に本塁打を打ち、日本代表の勝利に貢献した。この年はシーズン序盤に、かねてから故障が相次いでいた右肘に痛みを再発したため、4月26日に抹消された。その後、「変形性肘関節症」と診断され、5月上旬に手術を行ったため、残りのシーズンを棒に振ることとなった。オフには故障者特例措置制度により海外FA権を取得するが、行使せず2000万円減の年俸1億4000万円で1年契約を結び残留した。
2013年は、前年の右肘手術からの完全復活を目標に臨んだ2月の春季キャンプを、腰の張りを訴えて途中で離脱。3月にも、鼻骨骨折や右大腿部の故障で、オープン戦を一時離脱した。開幕を一軍で迎え、開幕戦で今村猛の代打として出場し、安打を打った。その後は岩本や松山竜平などの台頭で5月6日に出場選手登録を抹消。そのまま二軍でシーズンを終えた。シーズン終了後の契約交渉では、NPBの野球協約における減額制限（40％）の適用を球団から提示された末に、年俸8400万円で契約を更改した。
2014年は、慢性的な右肘痛の影響で年間を通じて調子が上向かず、2001年以来の一軍出場なしに終わった。11月14日には肘の不安解消へ向けて自身3度目となる右肘の手術を受けた。
2015年も、前述した右肘手術や、若手選手の育成に主眼を置くチーム方針などの影響で二軍生活に終始。ウエスタン・リーグの公式戦では、30試合の出場で打率.132、1本塁打、2打点という成績にとどまった。シーズン終盤の9月27日には、「栗原が球団の翌年の戦力構想から外れている」との一部報道を、公式ブログを通じて否定。しかし球団は、その後の栗原との交渉で、翌年の契約条件として前述の減額制限を超える比率の減俸を栗原に提示した。この提示に同意しなかった栗原が、他球団での現役続行を視野に自由契約を申し出たため、球団は10月9日に栗原の退団を発表した。

### 楽天時代

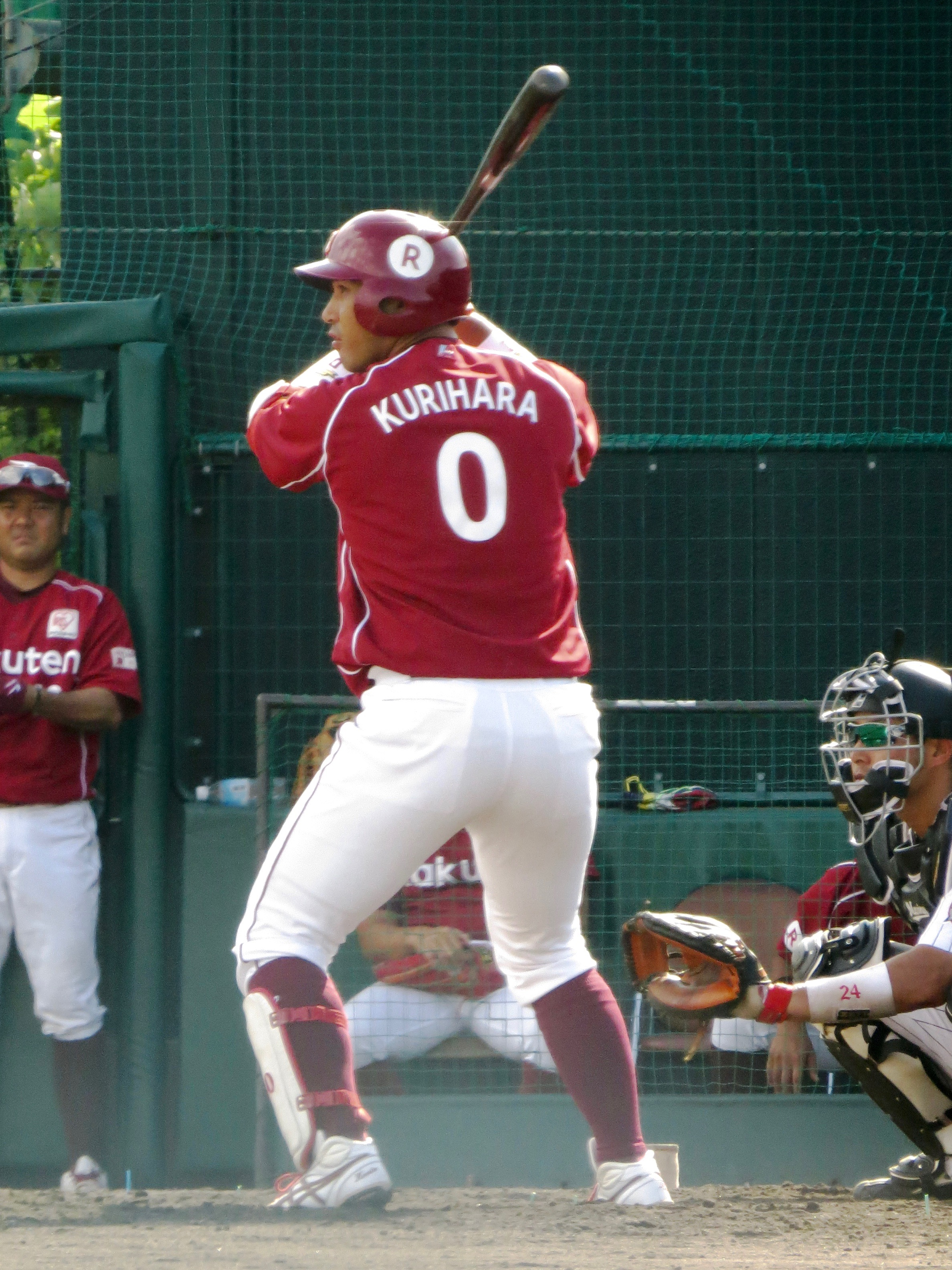
楽天時代（2016年）

2015年11月12日から、入団テストを兼ねて、地元球団の東北楽天ゴールデンイーグルスの秋季キャンプに参加した。このキャンプには川本良平（前・千葉ロッテマリーンズ）・山内壮馬（前・中日ドラゴンズ）・金無英（前・福岡ソフトバンクホークス）も参加していたが、翌11月13日に視察した球団副会長の星野仙一は、「（栗原は）想像以上に良かった。（入団テストは）合格だよ」と明言。11月15日の紅白戦終了後に、一軍監督の梨田昌孝が、約4200人の観衆の前で栗原を含む4人全員の合格を発表した。背番号は0。ちなみに楽天では、星野が一軍監督を務めていた2011年のシーズン終了後にも、国内FA権を取得したばかりの栗原の獲得を検討していたという。
2016年は、イースタン・リーグ公式戦47試合に出場。地元にある天童市スポーツセンター野球場での公式戦出場も果たしたが、通算成績は打率.188、4本塁打、15打点で、一軍公式戦への出場機会はなかった。若手野手の台頭などで翌年の戦力構想に入らなかったことや、「楽天では1年勝負」と決めていながら思い通りの打撃を披露できなかったことから、9月下旬に同年限りでの現役引退を決意。一軍のレギュラーシーズン中だった9月29日に、球団を通じて引退を表明した。10月1日に一軍本拠地・楽天koboスタジアム宮城で臨んだ引退記者会見では、「楽天では一軍に上がれなかったけれど、皆さんのおかげで良い経験を積めた」と述べつつも、「プロ野球生活で唯一悔いが残るのは、リーグ優勝を経験できず、（このシーズンで25年ぶりに実現した）広島のセントラル・リーグ優勝の中にもいられなかったこと。広島の優勝は、ファンが待ち望んでいたことなので、自分にとっても嬉しかった」という真情も吐露した。

### 引退後
楽天球団からの要請を受けて、2017年から二軍打撃コーチに就任する。11月25日から台湾で開催される2017アジアウインターベースボールリーグにおいて、NPBイースタン選抜の打撃コーチを務める。
2018年も引き続き二軍打撃コーチを務めていたが、一軍のチーム打率が12球団最下位の.216と低迷していたため、4月30日の試合終了後から高須洋介と入れ替えになる形で一軍打撃コーチに配置転換された。2019年限りで退団。
2020年からは、中日ドラゴンズ一軍打撃コーチに就任することが発表された。背番号は73。
2021年、10月29日に同年限りで退団することが発表された。
2022年は、楽天のスカウト部プロスカウトグループに勤めた。オフの12月10日に退団した。翌11日、2023年から千葉ロッテマリーンズのニ軍打撃コーチを務めることが発表された。背番号は77。2025年からは一軍打撃コーチに配置転換された。

## 選手としての特徴
レギュラーとして活躍した2006年から2011年の6シーズンのうち、「打率.290以上」を5回、「20本塁打以上」を4回記録しており、全盛期は打率を残せる右の長距離打者として活躍していた。しかし度重なる故障に苦しみ、それが選手生命を縮める大きな要因になった（特に右肘は、2008年、2012年、2014年と、3回もの手術を余儀なくされた）。死球が多い打者でもあり、2008年はリーグ1位の12死球を受けている。
「プロ野球選手たるもの、全試合出場を果たすことが最大の使命」を自身の信念としている。「自分が試合に出なかったときに、代わりの誰かが活躍したら、自分の居場所がなくなるから」が理由であるという。自身のキャリアを通して、2007年、2008年、2011年の3シーズンで全試合出場を達成したことを最大の自負としている。そのため、「1年間を通して試合に出続けられる体力をつけること。そのために充分な練習量を積むこと」「1シーズンのみの活躍だけにとどまらず、少なくとも3シーズン続けて全試合出場できてこそ、一人前の野球選手である」を指導者としての基本方針としているという。
「努力の人」であり、楽天時代の春季キャンプでは、チームで最も早く球場入りして、球場を後にするのはチームで最後であったというエピソードがある。楽天時代のチームメイトである岡島豪郎は「誰に対しても温かくて親身なんです。野球人として、人として、本当に素晴らしい人なんです」と述べている。「常に『感謝の気持ち』『向上心』を持ち続けること」が、野球人として長くプレーできる原動力であったという。
野人のようなワイルドな風貌と名前をもじり、スポーツ新聞では以前、「クリ原人」と書かれていたが、2006年にニックネームを募集し、「コング（栗原）」に決まった。2005年のホームランキング新井貴浩とあわせてキングコング砲と呼ばれていた。阪神から移籍した喜田剛とは顔が似ており、ファーム時代も重なるため、野球ファンから栗原本人、もしくは兄弟かと間違われると喜田が語っていた。
2008年には旧本拠地の旧広島市民球場で最後の本塁打、2009年には新本拠地のマツダスタジアムでチーム初本塁打、その後この年新設された広島県三次市のみよし運動公園野球場と、新潟県新潟市のHARD OFF ECOスタジアム新潟でそれぞれ球場プロ第1号本塁打を打つなどしている。

## 人物
2004年12月にカープのホームランガールと結婚した。2005年7月に女児が誕生し、同年12月に女児を伴い披露宴を挙げた。
妻はネイルサロンを経営している。妻は一般人ながらもオフィシャルブログを持ち、カープ専門のラジオ番組に出演することもある。

## 詳細情報

### 年度別打撃成績
| 年 度      | 球 団      | 試 合 | 打 席 | 打 数 | 得 点 | 安 打 | 二 塁 打 | 三 塁 打 | 本 塁 打 | 塁 打 | 打 点 | 盗 塁 | 盗 塁 死 | 犠 打 | 犠 飛 | 四 球 | 敬 遠 | 死 球 | 三 振 | 併 殺 打 | 打 率 | 出 塁 率 | 長 打 率 | O P S |
| ---------- | ---------- | ----- | ----- | ----- | ----- | ----- | -------- | -------- | -------- | ----- | ----- | ----- | -------- | ----- | ----- | ----- | ----- | ----- | ----- | -------- | ----- | -------- | -------- | ----- |
| 2002       | 広島       | 10    | 23    | 22    | 2     | 4     | 2        | 0        | 1        | 9     | 1     | 0     | 0        | 0     | 0     | 0     | 0     | 1     | 7     | 0        | .182  | .217     | .409     | .626  |
| 2003       | 広島       | 26    | 77    | 76    | 7     | 21    | 1        | 0        | 3        | 31    | 6     | 1     | 0        | 0     | 0     | 1     | 0     | 0     | 15    | 1        | .276  | .286     | .408     | .694  |
| 2004       | 広島       | 90    | 282   | 270   | 26    | 72    | 7        | 1        | 11       | 114   | 32    | 2     | 1        | 1     | 1     | 8     | 0     | 2     | 60    | 5        | .267  | .292     | .422     | .714  |
| 2005       | 広島       | 77    | 274   | 254   | 31    | 82    | 16       | 0        | 15       | 143   | 43    | 0     | 1        | 1     | 1     | 17    | 0     | 1     | 63    | 12       | .323  | .366     | .563     | .929  |
| 2006       | 広島       | 101   | 397   | 373   | 44    | 110   | 19       | 0        | 20       | 189   | 69    | 2     | 1        | 0     | 3     | 21    | 1     | 0     | 90    | 7        | .295  | .330     | .507     | .837  |
| 2007       | 広島       | 144   | 622   | 565   | 77    | 175   | 37       | 1        | 25       | 289   | 92    | 3     | 4        | 0     | 6     | 46    | 2     | 3     | 94    | 13       | .310  | .361     | .512     | .873  |
| 2008       | 広島       | 144   | 616   | 557   | 69    | 185   | 31       | 1        | 23       | 287   | 103   | 5     | 4        | 0     | 4     | 42    | 2     | 12    | 68    | 18       | .332  | .389     | .515     | .904  |
| 2009       | 広島       | 140   | 582   | 521   | 68    | 134   | 21       | 0        | 23       | 224   | 79    | 1     | 6        | 0     | 2     | 48    | 1     | 7     | 82    | 11       | .257  | .327     | .430     | .757  |
| 2010       | 広島       | 105   | 450   | 386   | 62    | 114   | 22       | 0        | 15       | 181   | 65    | 3     | 3        | 0     | 6     | 51    | 2     | 7     | 70    | 10       | .295  | .382     | .469     | .851  |
| 2011       | 広島       | 144   | 596   | 536   | 56    | 157   | 29       | 0        | 17       | 237   | 87    | 0     | 1        | 0     | 7     | 40    | 3     | 12    | 84    | 11       | .293  | .351     | .442     | .793  |
| 2012       | 広島       | 21    | 84    | 76    | 5     | 16    | 0        | 0        | 0        | 16    | 5     | 0     | 0        | 0     | 2     | 6     | 0     | 0     | 15    | 1        | .211  | .262     | .211     | .472  |
| 2013       | 広島       | 24    | 69    | 59    | 3     | 12    | 1        | 0        | 0        | 13    | 4     | 0     | 0        | 0     | 0     | 10    | 0     | 0     | 12    | 3        | .203  | .319     | .220     | .539  |
| 通算：12年 | 通算：12年 | 1026  | 4072  | 3695  | 450   | 1082  | 186      | 3        | 153      | 1733  | 586   | 17    | 21       | 2     | 32    | 290   | 11    | 45    | 660   | 92       | .293  | .349     | .469     | .818  |

- 各年度の太字はリーグ最高
- 上記には表れない打撃妨害を通算8回記録[6]

### WBCでの打撃成績
| 年 度 | 代 表 | 試 合 | 打 席 | 打 数 | 得 点 | 安 打 | 二 塁 打 | 三 塁 打 | 本 塁 打 | 塁 打 | 打 点 | 盗 塁 | 盗 塁 死 | 犠 打 | 犠 飛 | 四 球 | 敬 遠 | 死 球 | 三 振 | 併 殺 打 | 打 率 | 出 塁 率 | 長 打 率 |
| ----- | ----- | ----- | ----- | ----- | ----- | ----- | -------- | -------- | -------- | ----- | ----- | ----- | -------- | ----- | ----- | ----- | ----- | ----- | ----- | -------- | ----- | -------- | -------- |
| 2009  | 日本  | 2     | 3     | 3     | 0     | 0     | 0        | 0        | 0        | 0     | 0     | 0     | 0        | 0     | 0     | 0     | 0     | 0     | 2     | 1        | .000  | .000     | .000     |

### 年度別守備成績
| 年 度 | 球 団 | 一塁  | 一塁  | 一塁  | 一塁  | 一塁  | 一塁     | 三塁  | 三塁  | 三塁  | 三塁  | 三塁  | 三塁     |
| 年 度 | 球 団 | 試 合 | 刺 殺 | 補 殺 | 失 策 | 併 殺 | 守 備 率 | 試 合 | 刺 殺 | 補 殺 | 失 策 | 併 殺 | 守 備 率 |
| ----- | ----- | ----- | ----- | ----- | ----- | ----- | -------- | ----- | ----- | ----- | ----- | ----- | -------- |
| 2002  | 広島  | -     | -     | -     | -     | -     | -        | 8     | 3     | 6     | 2     | 0     | .818     |
| 2003  | 広島  | 1     | 6     | 1     | 0     | 1     | 1.000    | 20    | 15    | 35    | 3     | 1     | .943     |
| 2004  | 広島  | 40    | 284   | 23    | 1     | 24    | .997     | 50    | 18    | 61    | 6     | 5     | .929     |
| 2005  | 広島  | 56    | 452   | 39    | 3     | 39    | .994     | 15    | 9     | 20    | 2     | 1     | .951     |
| 2006  | 広島  | 96    | 937   | 47    | 9     | 75    | .991     | 1     | 0     | 1     | 0     | 0     | 1.000    |
| 2007  | 広島  | 144   | 1348  | 85    | 8     | 119   | .994     | -     | -     | -     | -     | -     | -        |
| 2008  | 広島  | 144   | 1357  | 78    | 7     | 111   | .995     | -     | -     | -     | -     | -     | -        |
| 2009  | 広島  | 138   | 1230  | 92    | 13    | 87    | .990     | -     | -     | -     | -     | -     | -        |
| 2010  | 広島  | 71    | 565   | 31    | 3     | 50    | .995     | 46    | 32    | 64    | 10    | 5     | .906     |
| 2011  | 広島  | 144   | 1238  | 100   | 6     | 79    | .996     | -     | -     | -     | -     | -     | -        |
| 2012  | 広島  | 21    | 207   | 16    | 0     | 16    | 1.000    | -     | -     | -     | -     | -     | -        |
| 2013  | 広島  | 15    | 144   | 8     | 1     | 12    | .993     | -     | -     | -     | -     | -     | -        |
| 通算  | 通算  | 870   | 7768  | 520   | 51    | 613   | .994     | 140   | 77    | 187   | 23    | 12    | .920     |

- 各年度の太字はリーグ最高
- 太字年はゴールデングラブ賞受賞

### 表彰
- ベストナイン：1回（一塁手部門：2011年）
- ゴールデングラブ賞：3回（一塁手部門：2008年、2009年、2011年）
- 月間MVP：3回（2006年7月、2011年8月、9月）
- 優秀JCB・MEP賞：1回（2007年）
- ベスト・ファーザー イエローリボン賞 in 「プロ野球部門」（2009年）

### 記録
初記録
- 初出場：2002年8月31日、対中日ドラゴンズ23回戦（ナゴヤドーム）、9回表に玉木重雄の代打で出場
- 初打席：同上、9回表に山井大介から遊撃ゴロ
- 初先発出場：2002年9月4日、対阪神タイガース23回戦（広島市民球場）、7番・三塁手として先発出場
- 初安打・初本塁打・初打点：2002年9月5日、対阪神タイガース24回戦（広島市民球場）、2回裏に藤川球児から中越ソロ
- 初盗塁：2003年4月16日、対読売ジャイアンツ4回戦（東京ドーム）、7回表に二盗（投手：高橋尚成、捕手：阿部慎之助）

節目の記録
- 100本塁打：2009年4月7日、対阪神タイガース1回戦（阪神甲子園球場）、5回表に久保康友から左越2ラン ※史上253人目
- 1000安打：2011年8月26日、対読売ジャイアンツ16回戦（MAZDA Zoom-Zoom スタジアム広島）、1回裏に澤村拓一から左前適時打 ※史上266人目
- 150本塁打：2011年9月10日、対読売ジャイアンツ19回戦（東京ドーム）、3回表に藤井秀悟から左越2ラン ※史上156人目
- 1000試合出場：2012年4月21日、対中日ドラゴンズ5回戦（MAZDA Zoom-Zoom スタジアム広島）、4番・一塁手として先発出場 ※史上449人目

その他の記録
- 通算被打撃妨害：8回（歴代10位タイ）[6]
- シーズン被打撃妨害：4回（2009年、歴代3位タイ）[6]
- 1試合で2度の被打撃妨害：2009年8月28日、対横浜ベイスターズ18回戦（横浜スタジアム）、5回表・7回表に記録（捕手：武山真吾）
- オールスターゲーム出場：3回（2007年、2009年、2011年）※2010年は出場辞退[7]

### 背番号
- 50（2000年 - 2005年）
- 5（2006年 - 2015年）
- 0（2016年）
- 85（2017年 - 2019年）
- 73（2020年 - 2021年）
- 77（2023年 - ）

### 代表歴
- 2002年アジア競技大会野球日本代表
- 2009 ワールド・ベースボール・クラシック日本代表